# 俄罗斯电视及广播电台网
俄罗斯电视及广播电台网（俄语：Российская телевизионная и радиовещательная сеть, РТРС）是运营俄羅斯全国地面电视及广播节目传输网络的国有单一制企业，总部设于莫斯科，於2001年8月13日依據弗拉迪米爾·普京總統的1031号總統令創建，是俄罗斯战略性企业之一。该企业也是DVB项目联盟的正式成员，亦曾是欧洲广播联盟成員。
РТРС为世界规模最大的数字电视网络，使用DVB-T2标准，为俄罗斯98.4%的人口传送20个必须传输的公共电视频道和3个广播频率，是俄罗斯两条地面数字电视信道的组成部分，并协助推进移动通讯网络的发展。РТРС设有10080台发射器和5040座发射站，其中75%的发射站在“俄罗斯联邦电视广播发展2009－2018年”俄罗斯联邦目标计划实施下建成。